# El barco sale a las diez
El barco sale a las diez es una película de Argentina en blanco y negro dirigida por Francisco Mugica según el guion de Rodolfo Manuel Taboada que se estrenó el 28 de abril de 1948 y que tuvo como protagonistas a Pepe Iglesias, Golde Flami, Roberto Airaldi y Angelina Pagano. Los exteriores fueron filmados en Miramar.

## Sinopsis
Para investigar un robo, un periodista se embarca para el viaje inaugural de un buque que nunca se hará.

## Reparto
- Pepe Iglesias
- Golde Flami
- Roberto Airaldi
- Angelina Pagano
- María Esther Buschiazzo
- Héctor Quintanilla
- Dringue Farías
- Marcos Zucker
- Julián Bourges
- Blanca Tapia
- Susana Campos
- Cirilo Etulain
- Mario Faig
- Ramón Garay
- Domingo Mania
- Federico Mansilla
- Carlos Perelli
- Antonio Provitilo
- Ángel Walk
- Perla Achával

## Comentario
Calki en El Mundo opinó:

”Clima optimista…que al final se vuelve serio sin necesidad. La idea es excelente pero está desaprovechada… (Iglesias) en la actuación más feliz de su carrera…a quien por primera vez …le dan margen para lucirsus extraordinarias dotes de parodista y transformista.”